# Ottobränsle 2
Ottobränsle 2 är ett enkomponentsbränsle som används för att driva torpeder och andra luftoberoende maskiner.
Bränslet som uppfanns 1963 av doktor Otto Reitlinger, består av 76% propyldinitrat, 22,5% dibutylsebacat (flegmateringsmedel) och 1,5% 2-nitrodifenylamin (stabiliseringsmedel). Propyldinitrat liknar nitroglycerin, men har bara två nitrat-grupper i stället för tre, vilket gör den mindre explosiv. Propyldinitrat brinner med en klar flamma även utan syre enligt följande sönderfall:
{\displaystyle {\rm {C_{3}H_{6}(NO_{3})_{2}\rightarrow 3\ CO+3\ H_{2}O+N_{2}}}}
Ottobränsle 2 är en orange-färgad, oljig vätska med skarp lukt. Den är klassad som hälsofarlig och brandfarlig.